# جيم دوناواي
جيم دوناواي (بالإنجليزية: Jim Dunaway)‏ هو لاعب كرة قدم أمريكية أمريكي، ولد في 3 سبتمبر 1941 في كولومبيا في الولايات المتحدة.

## وصلات خارجية
- جيم دوناواي على موقع مرجع كرة القدم المحترفة.كوم (الإنجليزية)
- جيم دوناواي على موقع قاعة ميسيسيبي للمشاهير الرياضية (الإنجليزية)